# Verein deutscher Arbeitgeberverbände
Der Verein deutscher Arbeitgeberverbände (VdA) war ein Zusammenschluss von Arbeitgebern im deutschen Kaiserreich vornehmlich aus der Fertigwarenindustrie. Er wurde 1904 gegründet und 1913 nach der Fusion mit der Hauptstelle der deutschen Arbeitgeberverbände aufgelöst.

## Organisation
Der Verein war ein Zusammenschluss bereits bestehender Arbeitgeberorganisationen insbesondere aus dem Bereich der verarbeitenden Industrie und der Fertigwarenindustrie. Die Organisation stand dem Unternehmerverband Bund der Industriellen nahe. Im Verein dominierte der Einfluss des Gesamtverbandes Deutscher Metallindustrieller. 
Vorrangiges Ziel war der Schutz vor „unberechtigten Forderungen“ der Arbeiter. Außerdem wollte er Arbeitswillige bei Streiks schützen. Es wurden Streikentschädigungsgelder für Mitgliedfirmen gesammelt und Rechtsschutz angeboten.
Im Gründungsjahr gehörten ihm acht Verbände mit zusammen 700.000 Arbeitnehmern an. Im Jahr 1912 waren es 51 Teilorganisationen mit nunmehr zusammen 1.279.000 Arbeitnehmern. 

## Sozialpolitische Position
Im Gegensatz zur Hauptstelle deutscher Arbeitgeberverbände, die von der Schwerindustrie dominiert wurde, reagierte der VdA weniger unnachgiebig auf Arbeitnehmerforderungen. Dafür spielte insbesondere die Struktur der Mitgliedsunternehmen eine Rolle. In ihnen war die Zahl der qualifizierten Arbeiter deutlich höher als in der Schwerindustrie. Facharbeiter waren indes weniger schnell zu ersetzen und besser organisiert als die Massenarbeiter. Er war zeitweise sogar bereit mit den Gewerkschaften als Tarifpartner zu verhandeln. Weitergehende soziale Reformen lehnte aber auch der VdA ab. 
Der VdA und die Hauptstelle arbeiteten trotz einiger Gegensätze immer enger zusammen. Daher lösten sich beide 1913 zu Gunsten der Vereinigung Deutscher Arbeitgeberverbände selbst auf.